# Hagen Patscheider
Hagen Patscheider (ur. 19 stycznia 1988 w Schlanders) – włoski narciarz alpejski, dwukrotny medalista mistrzostw świata juniorów.

## Kariera
Pierwszy raz na arenie międzynarodowej Hagen Patscheider pojawił się 8 grudnia 2003 roku w Sulden, gdzie nie ukończył krajowych zawodów juniorskich w slalomie. W 2005 roku brał udział w olimpijski festiwalu młodzieży Europy w Monthey, gdzie zdobył srebrny medal w gigancie. Rok później wystartował na mistrzostwach świata juniorów w Quebecu, gdzie jego najlepszym wynikiem było dwunaste miejsce w slalomie. Jeszcze dwukrotnie startował na imprezach tego cyklu, najlepszy wynik osiągając podczas mistrzostw świata juniorów w Formigal w 2008 roku, gdzie zdobył złoty medal w zjeździe i brązowy w kombinacji. W zawodach tych wyprzedzili go jedynie Szwed Matts Olsson oraz Kristian Haug z Norwegii.
W zawodach Pucharu Świata zadebiutował 19 grudnia 2008 roku w Val Gardena, gdzie zajął 36. miejsce w supergigancie. Pierwsze pucharowe punkty wywalczył nieco ponad dwa lata później, 29 grudnia 2010 roku w Bormio, zajmując 26. miejsce w zjeździe. Najlepszy wynik w zawodach tego cyklu osiągnął 21 stycznia 2011 roku w Kitzbühel, gdzie zajął 23. miejsce w supergigancie. Najlepsze wyniki osiągnął w klasyfikacji generalnej osiągnął w sezonie 2010/2011, kiedy zajął 126. miejsce. Nigdy nie wystąpił na igrzyskach olimpijskich ani mistrzostwach świata. Kilkakrotnie zdobywał medale mistrzostw Włoch, w tym złoty w zjeździe w 2012 roku.

## Osiągnięcia

### Mistrzostwa świata juniorów
| Miejsce | Dzień     | Rok  | Miejscowość | Konkurencja | Czas biegu  | Strata    | Zwycięzca            |
| ------- | --------- | ---- | ----------- | ----------- | ----------- | --------- | -------------------- |
| 37.     | 2 marca   | 2006 | Québec      | Zjazd       | 1:27,26 min | +3,60 s   | Christopher Beckmann |
| DNF     | 4 marca   | 2006 | Québec      | Supergigant | 1:11,81 min | -         | Michael Sablatnik    |
| 12.     | 5 marca   | 2006 | Québec      | Slalom      | 1:32,98 min | +2,52 s   | Mikkel Bjørge        |
| 41.     | 6 marca   | 2006 | Québec      | Gigant      | 2:20,50 min | +7,67 s   | Stefan Guay          |
| 29.     | 6 marca   | 2007 | Altenmarkt  | Zjazd       | 1:38,41 min | +2,88 s   | Beat Feuz            |
| 37.     | 8 marca   | 2007 | Altenmarkt  | Supergigant | 1:07,77 min | +3,69 s   | Beat Feuz            |
| 8.      | 9 marca   | 2007 | Altenmarkt  | Gigant      | 2:14,01 min | +1,94 s   | Marcel Hirscher      |
| DNF1    | 10 marca  | 2007 | Altenmarkt  | Slalom      | 1:49,45 min | -         | Matic Skube          |
| 1.      | 26 lutego | 2008 | Formigal    | Zjazd       | 1:45,31 min | -         | -                    |
| 22.     | 27 lutego | 2008 | Formigal    | Slalom      | 1:29,68 min | +3,17 s   | Marcel Hirscher      |
| 5.      | 28 lutego | 2008 | Formigal    | Supergigant | 1:21,02 min | +0,59 s   | Andreas Sander       |
| 13.     | 29 lutego | 2008 | Formigal    | Gigant      | 1:57,00 min | +2,04 s   | Marcel Hirscher      |
| 3.      | 29 lutego | 2008 | Formigal    | Kombinacja  | 28,63 pkt   | +8,27 pkt | Matts Olsson         |

### Puchar Świata

#### Miejsca w klasyfikacji generalnej
- sezon 2010/2011: 126.
- sezon 2011/2012: 131.

#### Miejsca na podium w zawodach
Patscheider nigdy nie stanął na podium zawodów Pucharu Świata.